# Lago Khanka

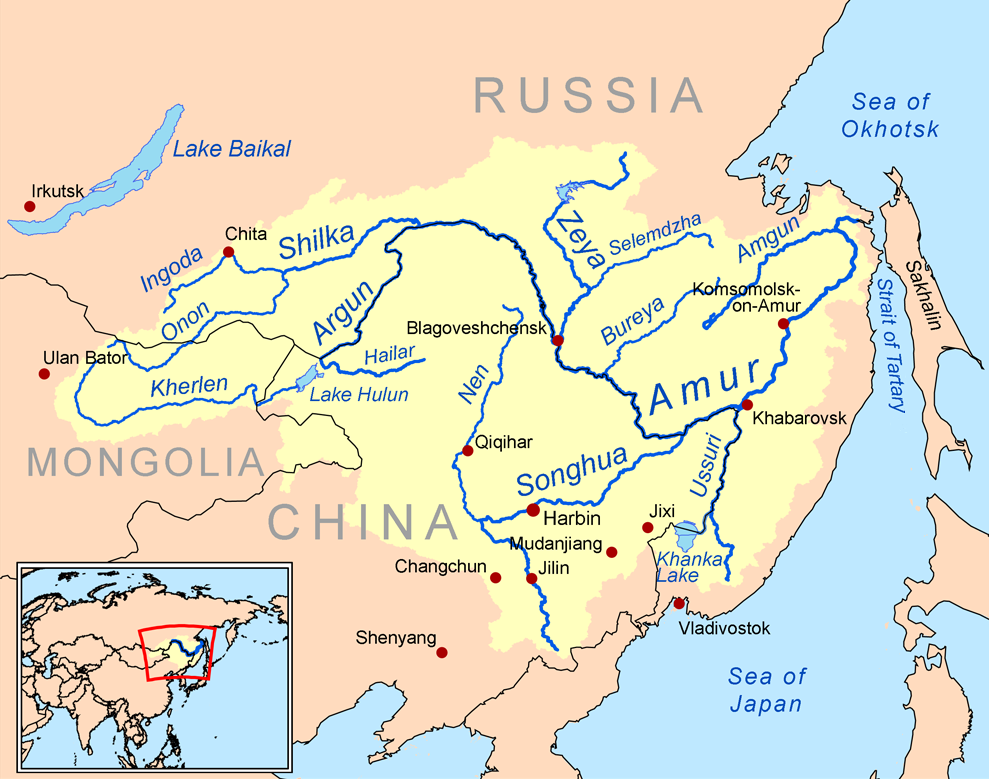
O Rio Songacha nasce no Lago Khanka e desagua no Rio Ussuri que faz parte da Bacia Hidrográfica do Rio Amur.

O lago Khanka é um lago de água doce localizado na fronteira entre a Rússia (Krai do Litoral e a República Popular da China (Província de Heilongjiang).